# Ihor Oumansky
Ihor Oumansky (en ukrainien : Ігор Іванович Уманський), né le 9 janvier 1975 à Pripiat (RSS d'Ukraine, URSS), est un homme d'État ukrainien.

## Biographie
Il est diplômé de l'Université d'économie de Kiev. En 1997 - 98 il était actif pour l'Agence nationale ukrainienne pour le développement et l'intégration européenne, puis jusqu'en 2000 expert en économie pour le cabinet du vice-premier ministre. Ensuite pour le ministère de l'économie jusqu'en 2001 et auprès du ministère de l'Économie et de l'Intégration européenne de l'Ukraine jusqu'en 2003.
Il a travaillé pour la Banque nationale d'Ukraine entre 2004 et 2005. Il est passé à l'industrie jusqu'en 2006 en travaillant au conseil d'administration de UkrTransNafta.
Il appartint aux gouvernements :
- Second gouvernement Tymoshenko comme ministre des finances à partir du 8 avril 2009[1] ;
- Gouvernement Chmyhal.

D'avril 2020 à novembre 2020 il devint conseiller du chef du cabinet du président ukrainien Andryi Yermak.